# Донепезил
Донепезил — лекарственное средство, ингибитор ацетилхолинэстеразы центрального действия, применяемый в терапии болезни Альцгеймера. Оценки эффективности препарата разнятся. Проводятся клинические испытания возможного терапевтического действия донепезила при деменции с тельцами Леви,  сосудистой деменции..

## Фармакологическое действие
Антихолинэстеразное средство. Специфический и обратимый ингибитор холинэстеразы. Ингибируя холинэстеразу в головном мозге, блокирует распад ацетилхолина, осуществляющего передачу возбуждения в центральную нервную систему. Однократный прием 5 мг или 10 мг в Css сопровождается угнетением активности холинэстеразы (оценивается в оболочках эритроцитов) на 63.6 и 77,3 % соответственно. Замедляет прогрессирование болезни Альцгеймера, уменьшает выраженность когнитивных симптомов, в ряде случаев восстанавливает дневную активность больных и облегчает уход за ними. Корректирует поведенческие нарушения, уменьшает апатию, галлюцинации и неосмысленные повторяющиеся движения.

## Фармакокинетика
Время достижения максимальной концентрации после перорального приема: 3—4 ч.
Концентрации в плазме и эффект повышаются пропорционально дозе.
Пища не влияет на всасывание.
Связь с белками плазмы — 95 %. О связи с белками плазмы активного метаболита — 6-О-дезметилдонепезила неизвестно. Распределение не изучалось. Донепезил и/или его метаболиты могут сохраняться в организме более 10 дней. Метаболизируется системой цитохром P450 с образованием многочисленных метаболитов; некоторые из них не установлены.
Период полувыведения — 70 ч, повторное применение препарата 1 раз в день постепенно приводит к созданию Css, которая достигается в течение 3 недель после начала терапии. В равновесном состоянии концентрация донепезила в плазме и соответствующая фармакодинамическая активность незначительно меняются в течение дня. Выводится почками в неизмененном виде. После однократного введения 5 мг концентрация неизмененного донепезила в плазме — 30 % от введенной дозы, 6-О-дезметилдонепезила — 11 % (единственный метаболит, обладающий сходной активностью с донепезила гидрохлоридом), донепезил-цис-N-оксида — 9 %, 5-О-дезметилдонепезила — 7 % и глюкуронового конъюгата 5-О-дезметилдонепезила — 3 %. Примерно 57 % введенной дозы обнаружено в моче (17 % в неизмененном виде) и 14,5 % в — каловых массах. Пол, раса и табачный дым не оказывают существенного влияния на концентрацию донепезила в плазме.

## Противопоказания
Гиперчувствительность (в том числе к производным пиперидина).

### C осторожностью
Нарушения ритма, язвенная болезнь желудка и 12-перстной кишки, ХОБЛ (в том числе бронхиальная астма), общая анестезия, одновременный прием НПВП, холиноблокаторов или др. ингибиторов холинэстеразы, детский возраст, беременность, период лактации.

## Режим дозирования
Внутрь, вечером (непосредственно перед сном), в начальной дозе 5 мг 1 раз в сутки в течение месяца, при необходимости дозу можно увеличить до 10 мг/сут. Максимальная доза — 10 мг (обычно дальнейшее увеличение дозы не сопровождается дальнейшим увеличением эффекта). Поддерживающую терапию можно продолжать до тех пор, пока сохраняется терапевтический эффект.

## Побочные эффекты
Тошнота, рвота, диспепсия, диарея, головная боль, головокружение, повышенная утомляемость, бессонница, судороги, обморочные состояния, брадикардия, SA блокада, AV блокада, повышение активности КФК.

### Передозировка

#### Симптомы
Холинергический криз (выраженная тошнота, рвота, слюнотечение, повышенное потоотделение, брадикардия, снижение артериального давления, угнетение дыхания, коллапс, судороги). Возможна нарастающая миастения, которая может привести к летальному исходу в случае поражения дыхательных мышц.

#### Лечение
В качестве антидота может быть использован атропин внутривенно в начальной дозе 1—2 мг, затем дозу подбирают в зависимости от эффекта.
Симптоматическая терапия.
Неизвестно, удаляются ли донепезил и/или его метаболиты при диализе (гемодиализ, перитонеальный диализ или гемофильтрация).

## Особые указания
Опыта применения препарата во время беременности и в период лактации нет. Неизвестно, выделяется ли препарат с грудным молоком. Лечение следует проводить под контролем врача, имеющего опыт диагностики болезни Альцгеймера и ведения таких больных. Заболевание необходимо диагностировать в соответствии с общепринятыми рекомендациями (например DSM IV, МКБ 10). Терапию донепезилом можно начинать только в том случае, если имеется человек, ухаживающий за больным, который будет постоянно контролировать прием таблеток пациентом. Поддерживающую терапию можно продолжать до тех пор, пока сохраняется терапевтический эффект препарата. В связи с этим следует регулярно оценивать эффект донепезила. Целесообразность прекращения лечения следует обсуждать при исчезновении его эффекта. Индивидуальный ответ на донепезил предсказать невозможно. Эффективность препарата у больных с тяжелой деменцией Альцгеймера, другими типами деменции, а также другими типами нарушения памяти (например возрастное ухудшение когнитивной функции) не изучалась. Донепезил может усилить выраженность нервно-мышечной блокады, вызываемой деполяризующими миорелаксантами во время общей анестезии. Благодаря фармакологическому действию ингибиторы холинэстеразы могут оказывать ваготонические эффекты (например брадикардия). Возможность подобных нарушений имеет большее значение для больных с ГОКМП или при SA или AV блокаде. В период лечения необходимо тщательно наблюдать больных, у которых имеется риск развития язвы, например пациентов с язвенной болезнью в анамнезе или больных, получающих НПВП. В то же время в клинических исследованиях не было отмечено увеличения частоты язвенной болезни или желудочно-кишечного кровотечения в сравнении с плацебо. Антихолинэстеразные лекарственные средства могут вызвать задержку мочи, хотя этот эффект не встречался в клинических исследованиях. Полагают, что ингибиторы холинэстеразы в определенной степени способны вызвать генерализованные судороги (судорожная активность может быть также проявлением болезни Альцгеймера). В плацебоконтролируемых клинических испытаниях продолжительность терапии свыше 6 мес не изучалась.

## Стереохимия
Донепезил представляет собой рацемат, то есть смесь 1:1 следующих двух энантиомеров:
| Энантиомер Донепезил | Энантиомер Донепезил |
| -------------------- | -------------------- |
| (R)-Энантиомер       | (S)-Энантиомер       |

## Взаимодействие
Ингибиторы цитохрома P450 (кетоконазол, хинидин, итраконазол, эритромицин, флуоксетин) увеличивают, а индукторы (рифампицин, фенитоин, карбамазепин, этанол) снижают концентрацию в крови. Эффект непрогнозируемо повышается холиностимуляторами, ослабляется холиноблокаторами. При одновременном назначении лекарственных средств для общей анестезии, НПВП возрастает вероятность побочных проявлений.